# Павло (патріарх Сербський)
Патріарх Павло (серб. Патријарх Павле, в миру Гойко Стойчевич, серб. Гојко Стојчевић; 11 вересня 1914 — 15 листопада 2009) — єпископ Православної Церкви Сербії; з 2 грудня 1990 року Архієпископ Печський, Митрополит Белградський-Карловацький, Патріарх Сербський. До своєї смерті він був найстарішим з нині живих лідерів Східної православної церкви. Через слабке здоров'я він провів свої останні роки у Військово-медичній академії в Белграді, а його обов'язки виконував митрополит Амфілохій.

## Життєпис

### Дитинство та освіта
Народився 11 вересня 1914 року на свято Усікновення глави Івана Хрестителя в селі Кучанці провінції Доньї-Міхольяц в Славонії.
Закінчив гімназію в Белграді і шестирозрядну семінарію в Сараєві; навчався на богословському факультеті в Белграді.
Рано залишився без піклування батьків: батько виїхав працювати в США, де захворів на сухоти і повернувся додому помирати, після смерті батька, у 1918 році, померла і мати. Турботи про виховання Гойко взяла на себе тітка. Оскільки Гойко був дуже слабкою, хворою дитиною, його звільнили від сільських турбот і дозволили отримувати освіту.
Початкову школу закінчив у рідному селі. Потім був переїзд в Тузлу для навчання в середній школі з 1925 по 1929, де одним із друзів молодості став Меша Селімович.
Хоча, він був за його словами схильний до технічних наук («предметів, що не вимагали запам'ятовування, як то математика і фізика»), а по Катехізису мав низьку оцінку, під впливом родичів, вибір був зроблений на користь духовної семінарії. Навчався в шестирічній семінарії в Сараєво з 1930 в 1936. Після опинився на богословському факультеті Белградської духовної академії, хоча на початку вступив на медичний факультет. У свій час був старостою студентів Богословського факультету.
Перед війною був секретарем міністра церковних справ Воїслава Янича. У 1940 року вступив в армію військовим медиком в Зажичарі. Під час німецької окупації жив спочатку в Славонії, потім повернувся в Белград.

### Чернецтво
З 1941 до 1942 року жив у Белграді, працював виконробом з розчищення руїн.
Слабке здоров'я привело його в Троїцький монастир на Овчар, де пережив часи болгарської окупації. У 1943 році працював на посадах педагога і віровчителя дітей біженців у Бані-Ковилячі. Лікарі виявили у нього туберкульоз, прогноз був песимістичним. Звідти він попрямував в Вуджанский монастир у селі Прислониця, де він залишався до 1945 року. У монастирі відбулося одужання, що спонукало його у 1946 році прийняти чернечий постриг, а незабаром також свячення у ієродиякона.
З 1949 по 1955 рік був насельником монастиря Рача; в 1950/1951 навчальному році був суплентом Призренскої семінарії св. Кирила і Мефодія.
У 1954 році був висвячений в ієромонаха; в 1957 зведений в сан архімандрита.
З 1955 по 1957 рік був аспірантом кафедри Нового Завіту та літургіки на богословському факультеті в Афінах, де захистився зі ступенем доктора богослов'я. Згідно з однією з легенд, коли один із сановників сербської церкви запитував про нового аспіранта Афінського університету, то отримав таку відповідь: «Якщо б наша Грецька Церква мала хоча б п'ять таких священиків, як ваш Павло, то не боялася б за своє майбутнє, але була б найсильнішою Церквою у світі».

### Єпископ Рашко-Призренський
На черговому засіданні 29 травня 1957 року, Святійший Синод Сербської Православної Церкви відзначив молодого доктора богослов'я, і обрав його єпископом Ряшко-Призренським. Ця новина наздогнала його під час паломницької поїздки в Єрусалим.
Хіротонія була здійснена 22 вересня 1957 в Белградському кафедральному соборі групою єпископів на чолі з патріархом Вікентієм (Проданова). На кафедру єпископа Рашко-Призренського був зведений 13 жовтня того ж року в кафедральному соборі Призрена. На чолі Рашко-Призренської єпархії будував нові церкви Косова і Метохії, оновлював старі і порушені. Дбав про Призренську семінарію, де іноді проводив лекції з церковного співу і слов'янської мови. Постійно подорожував по єпархії для служіння. Єпархією керував на самоті, не маючи ані співробітників, ані секретаря, ані автомобіля. Завжди пересувався або пішки, або на громадському транспорті.
Як єпископ Рашко-Призренський виступав в ООН з питання про міжетнічних відносинах в Косово і Метохії. У цей період проблем міжетнічних відносин в Косово і Метохії, численні біографії та свідоцтва стверджують про повсякденну боротьбу сербів Косова та Метохії за свої національні права. Пише до влади Церкви і держави, закликаючи їх відвідати віддалені церкви і монастирі краю, виробити політику, яка змогла б запобігти конфлікту. Про те, що він особисто терпів залякування та утиски з боку албанців, єпископ Павло не говорив ніколи. Ніякої реакції державних органів на звернення та листи не було.

### Патріахування
У листопаді 1990 року рішенням Священного Архієрейського Собору Сербської Церкви був обраний предстоятелем Церкви на місце хворого Патріарха Германа. Інтронізація 44-го Сербського Патріарха відбулася 2 грудня 1990 року в Белграді.
Він був обраний після восьми кіл невдалого голосування. Конверт з його ім'ям витягнув архімандрит Антоній Джорджевич, настоятель монастиря Троноша. На престол Павло зійшов 2 грудня 1990 в Соборній церкві в Белграді, а з давньої традиції тільки 2 травня 1994 року — на історичний трон печських Патріархів у Печській Патріархії.
Звертаючись до виборного Собору новообраний Патріарх Павло заявив: «Мої сили слабкі, ви всі це знаєте. Я на них не сподіваюся. Сподіваюсь на вашу допомогу, кажу і повторюю, на допомогу Божу, якою Він мене досі підтримував. Хай буде (патріахування) Богові на славу та на користь Його Церкві і нашому багатостраждальному народу в ці важкі часи».
За час, що минув з початку патріахування відновлені і відкриті нові єпархії і семінарії (Цетинська — 1992 рік, Крагуєвац і Духовна Академія святого Василя Острозького в Фочі — 1997). Також була створена інформаційна служба Сербської Православної Церкви.
Павло був найстарішим серед сербських патріархів, він був обраний патріархом у 76 років. Відвідав всі континенти і всі єпархії Сербської Церкви. На 91-му році життя їздив до Австралії на два тижні. Відвідав і більшість Помісних Православних Церков, а також багато європейських країн і країн інших регіонів світу.
Патріарх Сербський Павло протягом багатьох років був головою Комісії Священного Синоду з перекладу Нового Завіту сербською мовою. Цей переклад є першим перекладом, який був офіційно затверджений церквою, і опублікований 1984 року, та перевидавався у 1990-х роках. Крім того, він був президентом літургійної комісії Священного Синоду, якою було підготовлено та видано Служебник сербською мовою.
З 13 листопада 2007 перебував на стаціонарному лікуванні в госпіталі Військово-медичної академії Белграда. Позитивно ставився до католицизму. Відвідував заходи католиків та виголошував на них різні промови.
З огляду на поганий стан його здоров'я Архієрейський Собор Сербської Православної Церкви, що відкрився 15 травня 2008 року в Белграді, постановив тимчасово передати функції Предстоятеля Священному Синоду на чолі з митрополитом Чорногорським і Приморським Амфілохієм (Рісто Радович).
11 листопада 2008 року відкрилося засідання Архієрейського Собору, на якому розглядалося питання про можливість обрання нового Предстоятеля Церкви: першим пунктом порядку Собору було розгляд прохання Патріарха Павла від 8 листопада про його відставку у зв'язку з хворобою і похилим віком. Собор не прийняв відставку Патріарха Павла, 12 листопада було прийнято рішення, що Синод продовжить виконувати Патріарші функції, ширші повноваження будуть надані голові Синоду митрополитові Амфілохію. Наступного дня, 13 листопада 2008 року, офіційно повідомлялося, що Патріарх Сербський Павло після зустрічі з ієрархами погодився залишитися главою Сербської Православної Церкви.
Помер вранці 15 листопада 2009 в госпіталі в Белграді.

## Цитати
- Ми не вибираємо ні країну, де народимося, ні народ, в якому народимося, ні час, в якому народимося, але вибираємо одне: бути людьми або нелюдами[1].
- Коли людина народжується в світ, всі радіють, а вона одна плаче. Але треба прожити життя так, щоб по кончині людини все про неї плакали, а вона одна раділа[2].
- Якщо архієреї, знаючи заповідь Спасителя про некористолюбство, мають такі машини, то які ж машини у них були б, якби цієї заповіді не було?[3]